# Ville-Pommerœul
Ville-Pommerœul – dzielnica (section) gminy Bernissart w Belgii, w Regionie Walońskim, w prowincji Hainaut, w okręgu Ath. 1 stycznia 2020 roku liczyła 721 mieszkańców. Do 31 grudnia 1964 samodzielna gmina.

## Demografia
Liczba mieszkańców, stan na 1 stycznia:
| Rok                | 1930 | 1947 | 1961 | 2020 |
| ------------------ | ---- | ---- | ---- | ---- |
| Liczba mieszkańców | 851  | 1006 | 1020 | 721  |

## Transport
Przez teren dzielnicy przebiega droga regionalna N554.